# Pseudolituotubidae
Pseudolituotubidae es una familia de foraminíferos bentónicos de la superfamilia Earlandioidea, del suborden Fusulinina y del orden Fusulinida. Su rango cronoestratigráfico abarca desde el Viseense (Carbonífero inferior) hasta el Moscoviense (Carbonífero superior).

## Discusión
Algunas clasificaciones más recientes incluyen Pseudolituotubidae en el suborden Earlandiina, del orden Earlandiida, de la subclase Afusulinana y de la clase Fusulinata.

## Clasificación
Pseudolituotubidae incluye al siguiente género:
- Pseudolituotuba †

Otro género considerado en Pseudolituotubidae es:
- Scalebrina †, aceptado como Pseudolituotuba